# Dětská záchranka v akci
Dětská záchranka v akci je vzdělávací pořad České televize pro děti. Názorně ukazuje, jak se zachovat při nejběžnějších zraněních nebo náhlých zdravotních potížích. Scénář napsala a pořadem provází Martina Vrbová. Poprvé byl pořad vysílán v roce 2007.

## Přehled jednotlivých dílů
| Název dílu               | Odkaz do archivu ČT       |
| ------------------------ | ------------------------- |
| Astmatický záchvat       | Spustit z videoarchivu ČT |
| Dušení                   | Spustit z videoarchivu ČT |
| Epileptický záchvat      | Spustit z videoarchivu ČT |
| Pád z výšky              | Spustit z videoarchivu ČT |
| Popáleniny a opařeniny   | Spustit z videoarchivu ČT |
| Požití jedovaté kapaliny | Spustit z videoarchivu ČT |
| Silné krvácení           | Spustit z videoarchivu ČT |
| Záchrana tonoucího       | Spustit z videoarchivu ČT |
| Zástava srdce            | Spustit z videoarchivu ČT |
| Zlomenina                | Spustit z videoarchivu ČT |